# X-Seed 4000
 (juillet 2021).
Si vous disposez d'ouvrages ou d'articles de référence ou si vous connaissez des sites web de qualité traitant du thème abordé ici, merci de compléter l'article en donnant les références utiles à sa vérifiabilité et en les liant à la section « Notes et références ».
Le X-Seed 4000 est un projet de construction futuriste conçu en 1995 par Taisei Corporation et devant être construit au Japon à Tokyo.

## Description
Le X-Seed 4000 culminerait à 4 000 mètres de haut et pourrait faire face au mont Fuji, la plus haute montagne du Japon, dont il reproduirait la forme en le dépassant de plus de 200 mètres. Il reposerait sur une base de 6,5 km de diamètre implantée dans l'océan au large de la capitale japonaise, possèderait 800 étages et abriterait jusqu'à 1,6 million de personnes. Il y aurait donc une sorte de ville en hauteur, avec des magasins, des bureaux, etc. Le X-Seed 4000 devrait aussi être un modèle de respect de l'environnement, en intégrant des panneaux solaires et des éoliennes.

## Difficultés et remise en cause
On ne sait pas vraiment comment bâtir un tel édifice, ni le nombre d'ingénieurs qui devraient s'atteler à la tâche. D'autre part, cette construction, qui était censée faire face à une croissance démographique excessive, perd de son sens alors que le Japon devrait voir sa population diminuer d'ici 2050. Le projet ne sera donc probablement jamais lancé, d'autant plus que le coût de sa construction était évalué, en 2006, entre 300 et 900 milliards de dollars américains.